# 圣雷蒙多·德佩尼亚福特勋章
圣雷蒙多·德佩尼亚福特勋章（西班牙語：Orden de la Cruz de San Raimundo de Peñafort）是西班牙授予的民事勳章。由佛朗哥政府于1944年1月23日设立，以主保聖人佩尼亚福特的雷蒙德命名，用以表彰在司法事业方面表现卓越或取得杰出贡献者。它是西班牙司法界的最高荣誉。

## 级别
十字章
圣雷蒙多·德佩尼亚福特十字勋章有五个级别，可以授予参与司法活动的公务员；司法领域从业者；各种法律与教会法研究学者；法律书籍与出版物的作者、译者；以及为维护和提升现有司法体系做出突出贡献者。五个级别如下：
- 大十字 (Gran Cruz)
- 荣誉十字 (Cruz de Honor)
- 一级杰出十字 (Cruz Distinguida de Primera Clase)
- 二级杰出十字 (Cruz Distinguida de Segunda Clase)
- 单十字 (Cruz Sencilla)

奖章
圣雷蒙多·德佩尼亚福特奖章授予在西班牙司法部下属部门工作的法律从业者及办公人员：
- 司法功绩金质奖章 (Medalla de Oro del Mérito a la Justicia)
- 司法功绩银质奖章 (Medalla de Plata del Mérito a la Justicia)
- 司法功绩铜质奖章 (Medalla de Bronce del Mérito a la Justicia)